# Телефонный план нумерации Чехии
Телефонный план нумерации Чехии — диапазоны телефонных номеров, выделяемых различным пользователям телефонной сети общего пользования в Чехии, специальные номера и другие особенности набора для совершения телефонных вызовов. Все международные номера пользователей данной телефонной сети имеют общее начало +420 - называемый префиксом или телефонным кодом страны.
Международный код: +420 

Префикс для совершения международных звонков: 00 

Префикс для внутренних звонков: отсутствует 

После распада Чехословакии в 1993, государства-преемники, Чехия и Словакия, продолжали делить телефонный код +42 до 28 февраля 1997. После этой даты Чехия получила код +420, а Словакия — +421.
22 сентября 2002 Чехия перешла на закрытый телефонный план нумерации. Это значит, что даже для местных звонков необходимо набирать код зоны. Новый план нумерации состоит из 9 цифр номера. Префикс внутренних звонков 0 был выброшен из номеров.
До изменений действовали следующие правила (на примере Брно):
```
Местный вызов:        
xx xx xx xx

Междугородний вызов:  
0 5 xx xx xx xx

Вызов из-за границы:  
+420 5 xx xx xx
```

После изменений используются такие правила набора (на примере Брно):
```
Внутри Чехии:         
5x xxx xx xx

Из-за границы:        
+420 5 xx xx xx xx
```

Что касается мобильных номеров, которые нужно было набирать полностью, то единственным изменением стало то, что префикс 0 больше не используется:
```
Внутри Чехии:         
602 xxx xxx

Из-за границы:        
+420 602 xxx xxx
```

## Экстренные номера
Звонки на эти номера всегда бесплатны.
- Единый экстренный номер: 112
- Скорая помощь: 155
- Полиция: 158
- Пожарная служба: 150
- Муниципальная полиция: 156

## План нумерации в географических кодах
| Код зоны   | Край                   | Прошлые коды        |
| ---------- | ---------------------- | ------------------- |
| 2          | Прага                  | 02                  |
| 31, 32     | Среднечешский край     |                     |
| 35         | Карловарский край      | 017 Карловы Вары    |
| 37         | Пльзенский край        | 019 Пльзень         |
| 38, 39     | Южночешский край       | 038 Ческе-Будеёвице |
| 41, 47     | Устецкий край          | 047 Усти над Лабем  |
| 46         | Пардубицкий край       | 040 Пардубице       |
| 48         | Либерецкий край        | 048 Либерец         |
| 49         | Краловеградецкий край  | 049 Градец Кралове  |
| 51, 53, 54 | Южноморавский край     | 05 Брно             |
| 55, 59     | Моравскосилезский край | 069 Острава         |
| 56         | Край Высочина          | 066 Йиглава         |
| 57         | Злинский край          | 067 Злин            |
| 58         | Оломоуцкий край        | 068 Оломоуц         |

## План нумерации в негеографических кодах

### Мобильные коды
| Код           | Оператор                                        |
| ------------- | ----------------------------------------------- |
| 601           | O2 Чехия (прежнее название — EuroTel)           |
| 602, 606, 607 | O2 Чехия                                        |
| 603           | T-Mobile (прежнее название — Paegas/RadioMobil) |
| 604, 605      | T-Mobile                                        |
| 608           | Vodafone Чехия                                  |
| 70            | Ранее — Bleskmobil                              |
| 72            | O2 Чехия                                        |
| 73            | T-Mobile                                        |
| 77            | Vodafone Чехия                                  |
| 79            | U:Fon                                           |
| 91            | U:Fon для доступа к Интернету                   |

### Специальные тарифы
| Код                             | Тариф |
| ------------------------------- | --- |
| 800                             | Zelená linka (Зеленая линия) — бесплатный вызов                                                                              |
| 81, 83, 843, 844, 845, 846, 855 | Modrá linka (Голубая линия) — тарифицируется как местный вызов со всех телефонов фиксированной связи Чехии                   |
| 840, 841, 842, 847, 848, 849    | Bilá linka (Белая линия) — тарифицируется как национальный (междугородний) вызов со всех телефонов фиксированной связи Чехии |
| 90                              | Премиум-тариф |
| 971                             | Доступ к сети Интернет |
| 976 xx                          | Доступ к сети Интернет по премиум-тарифу                                                                                     |

### Ведомственные телефоны
| Код  | Организация                                                  |
| ---- | ------------------------------------------------------------ |
| 950  | Министерство труда и социального развития Чехии              |
| 9555 | Банк "Komerční banka". Ранее — государственное предприятие   |
| 9567 | Банк "Česká spořitelna". Ранее — государственное предприятие |
| 972  | České dráhy — Чешские железные дороги                        |
| 973  | Министерство обороны Чехии и Армия Чешской республики        |
| 974  | МВД Чехии                                                    |